# 金門國家公園
金門國家公園位於金門縣，為中華民國第六座國家公園，1995年5月25日公告計畫，1995年10月18日成立管理處，是首座位於離島的國家公園，也是首座以維護歷史文化資產、軍事戰役紀念為主軸，並兼具自然資源保育功能的國家公園。

## 地理位置
金門國家公園位居台灣海峽西側，分為五個區域。包括了金門島中央的太武山區、西北的古寧頭區、西南的古崗區、東北的馬山區，以及烈嶼（俗稱小金門）區，總面積約為3,720.7公頃，佔金門縣總面積的四分之一。

## 地質地形

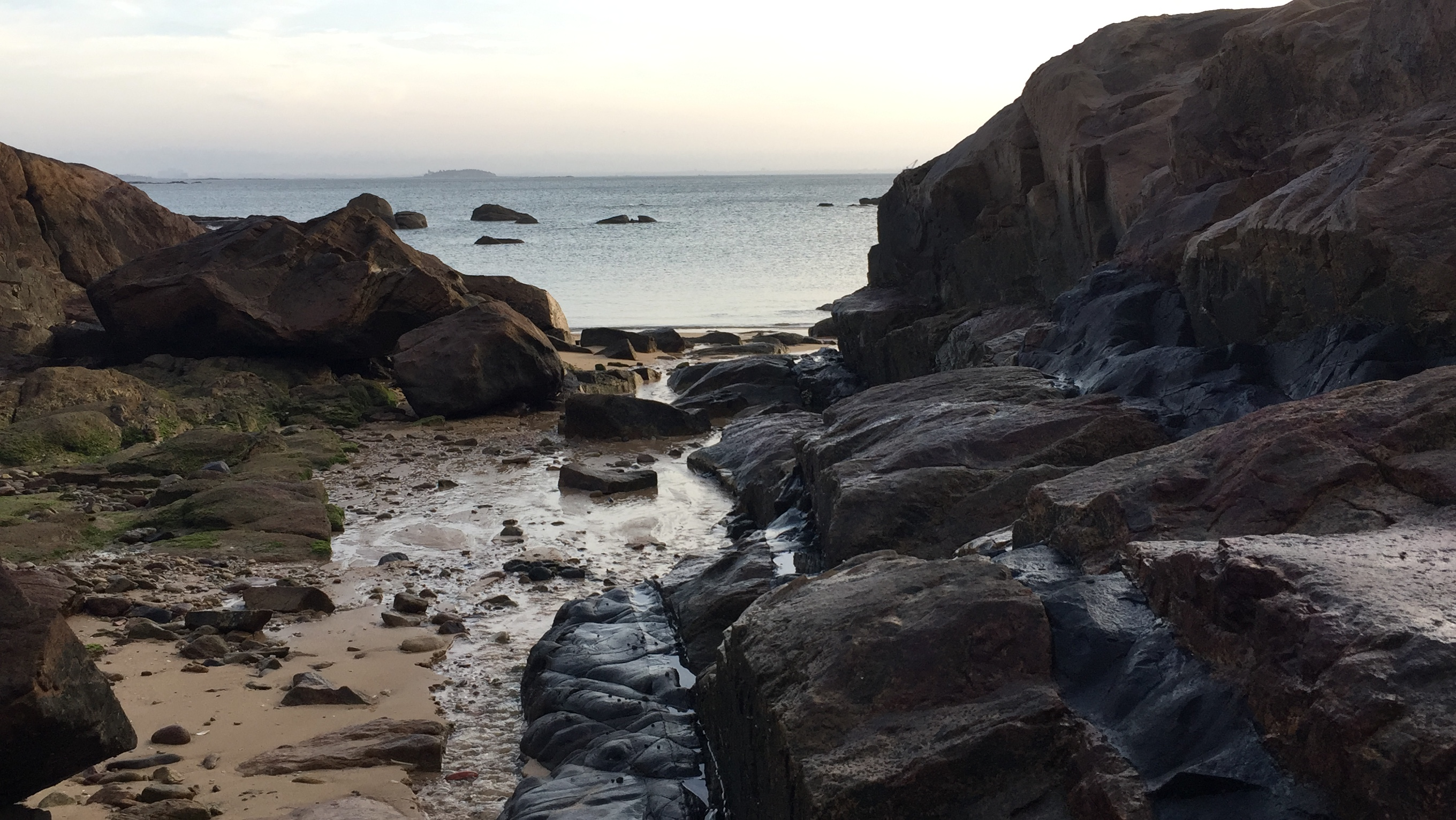
金門國家公園海岸自然景觀

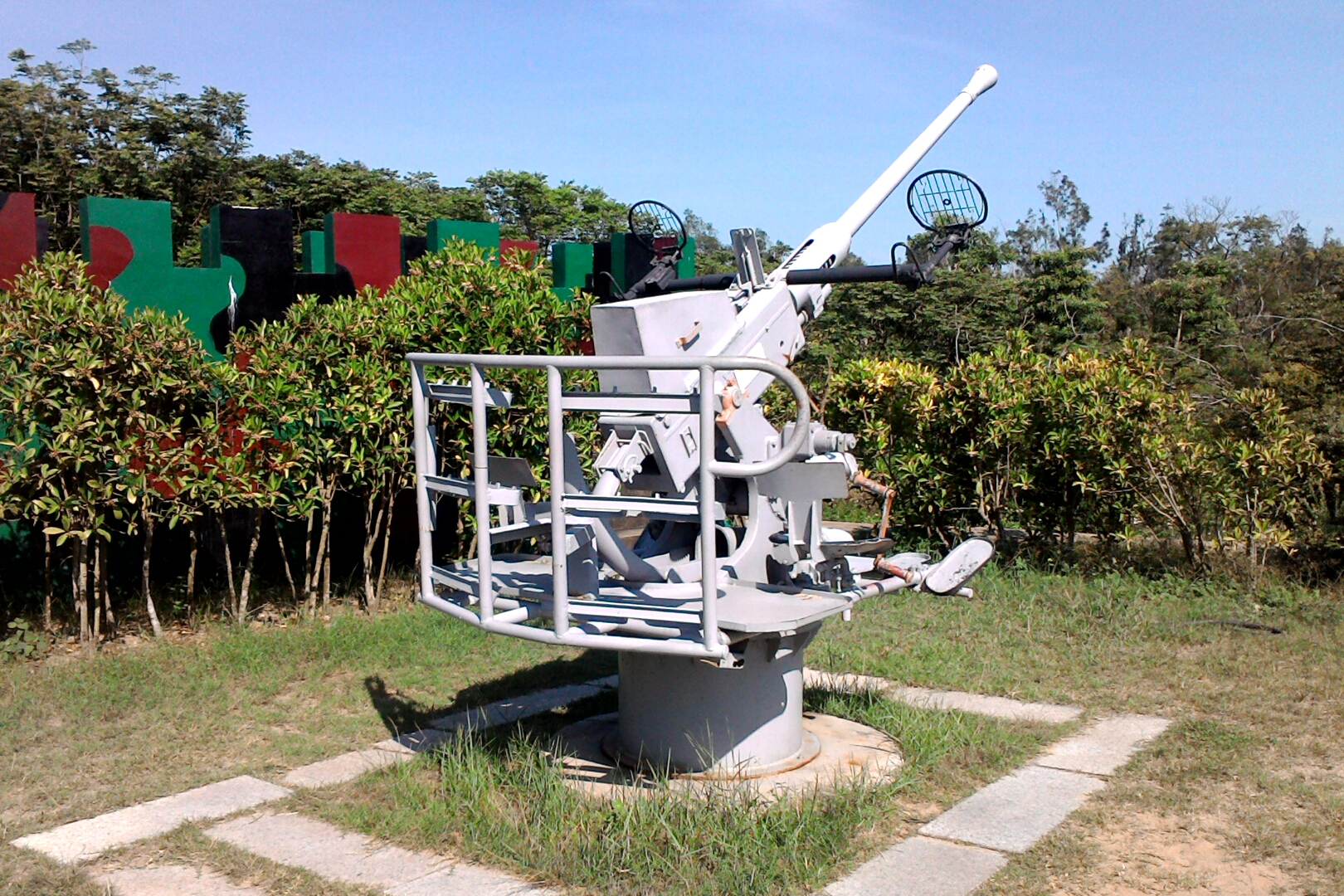
金門國家公園翟山坑道展示的美製40公厘機砲。

金門島地質單純，若以瓊林—尚義連線為界，可將金門本島分為兩大地質區，東半部明顯露出大量花崗片麻岩，西半部則以紅土層為主。金門本島的東北、東南海岸及烈嶼的東北—東南海岸，都被海水侵蝕而成為海蝕崖或海蝕平台，且露出花崗片麻岩被岩脈侵入的景觀。
金門屬於亞熱帶海洋性氣候，四面無高山屏障，風力強勁，年均溫約攝氏21度，冬季乾冷，春季多霧，年降雨量約1,000公釐，多集中在2到9月，且由於年蒸發量達1,600公釐以上，使島上出現半乾旱的現象，再加上島上土壤概以砂土及裸露之紅壤土為代表，自然條件不佳，農業發展受限。

## 生態資源
金門為海島，屬小型島嶼的生態體系。因金門開發得早，且經多次戰爭，大型野生動物資源較少，但有瀕臨絕種之保育類哺乳動物－水獺。另有屬古老的活化石「鱟」及「文昌魚」，十分珍貴。
金門位於歐亞大陸邊緣，且是候鳥遷徙的中繼站，故鳥種最為多樣，每年秋冬大批候鳥到此渡冬，形成特殊的景觀。

## 人文

文臺寶塔

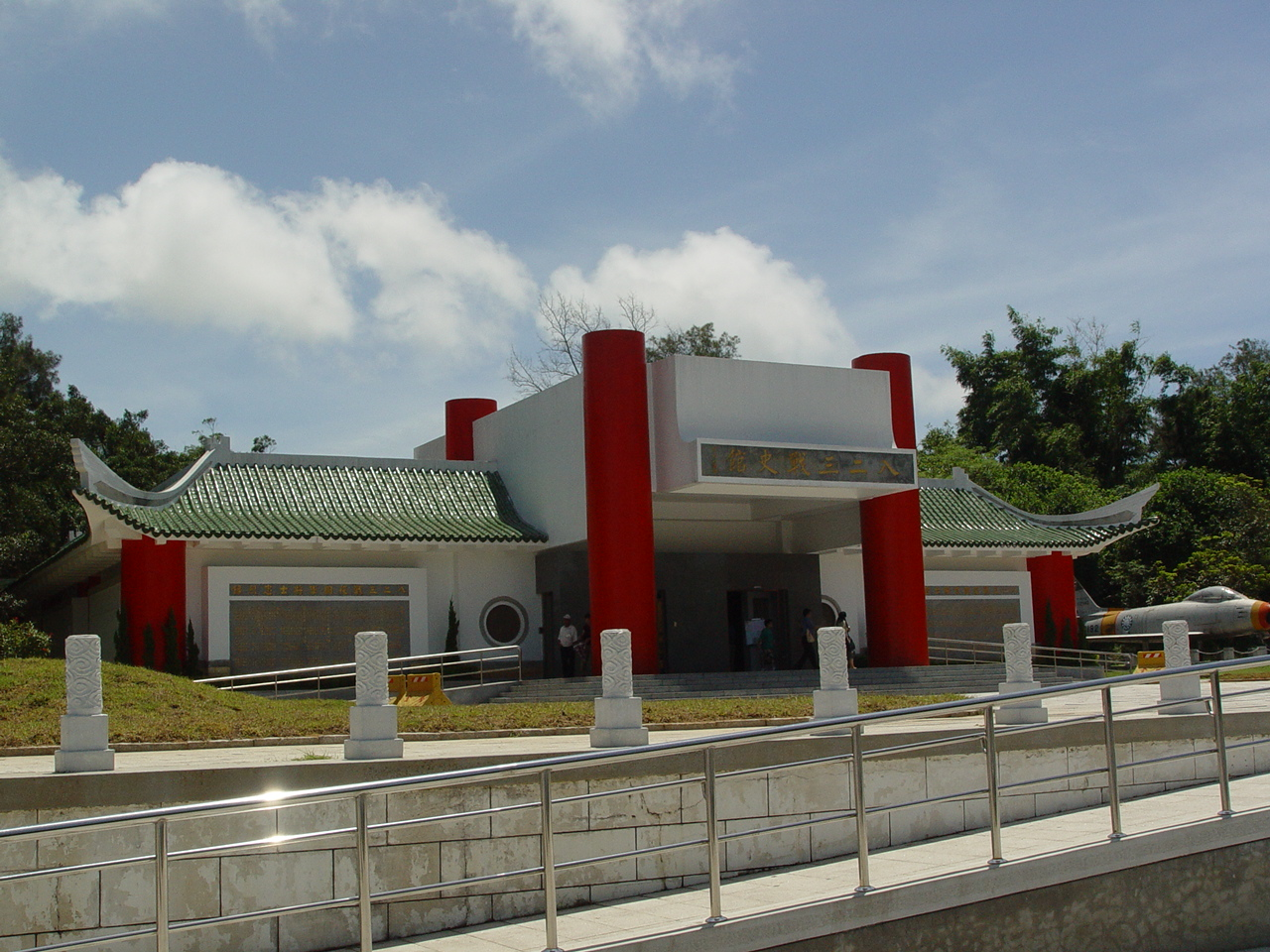
八二三戰史館

### 古蹟
金門人文史蹟相當豐富，全縣古蹟共計有21處，其中11處位於國家公園內，包括國定古蹟瓊林蔡氏祠堂、文台寶塔、水頭黃氏酉堂別業、虛江嘯臥碣群等四處，及縣定古蹟邱良功墓園、漢影雲根碣、古龍頭振威第、瓊林一門三節坊、海印寺石門關、水尾塔、蔡攀龍墓等七處。

### 閩南聚落
1949年起，金門因軍事管制城市化緩慢，所以傳統建築風貌保存良好，構成金門本島特殊文化景觀。
金門國家公園成立時，即將範圍內之保存完善之聚落定義為七大傳統聚落並加以保存。分別為瓊林、珠山、歐厝、南山、北山、水頭、山后。

### 戰役史蹟
金門自古即為兵家必爭之地。南明時期的鄭成功，在此留下許多古蹟，例如建功嶼鄭成功像等。1949年起，金門成為中華民國的最前哨，而作為國家安全的第一道防線，長期戰備使得金門島上處處是防禦工事，戰火在此留下深刻的歷史遺跡。
古寧頭戰役的主戰場在古寧頭區，包括北山斷崖、北山洋樓、李光前將軍廟、林厝浴血殲敵紀念碑、古寧頭精神堡壘、湖南高地等，見證了戰火的無情。太武山的中央坑道、瓊林的地下戰鬥村、八二三戰史館、大小金門俱有的八二三勝利紀念碑、太武山軍人公墓等，追懷八二三炮戰。此外，距離中國大陸僅2,300公尺的著名心戰喊話中心馬山播音站、古寧頭播音牆、烈嶼的九宮坑道及雙口戰鬥村、太武山上的毋忘在莒碑、湖井頭軍史館等，在在記錄著金門那段烽火歲月。
太武山上毋忘在莒碑 , 原本為清初隨施琅征臺名將金門浦邊周全斌題字「文武岱崧」四字，於民國四十一年（西元1952年）被蔣介石令人磨去 , 改刻「毋忘在莒」四字。

## 風獅爺

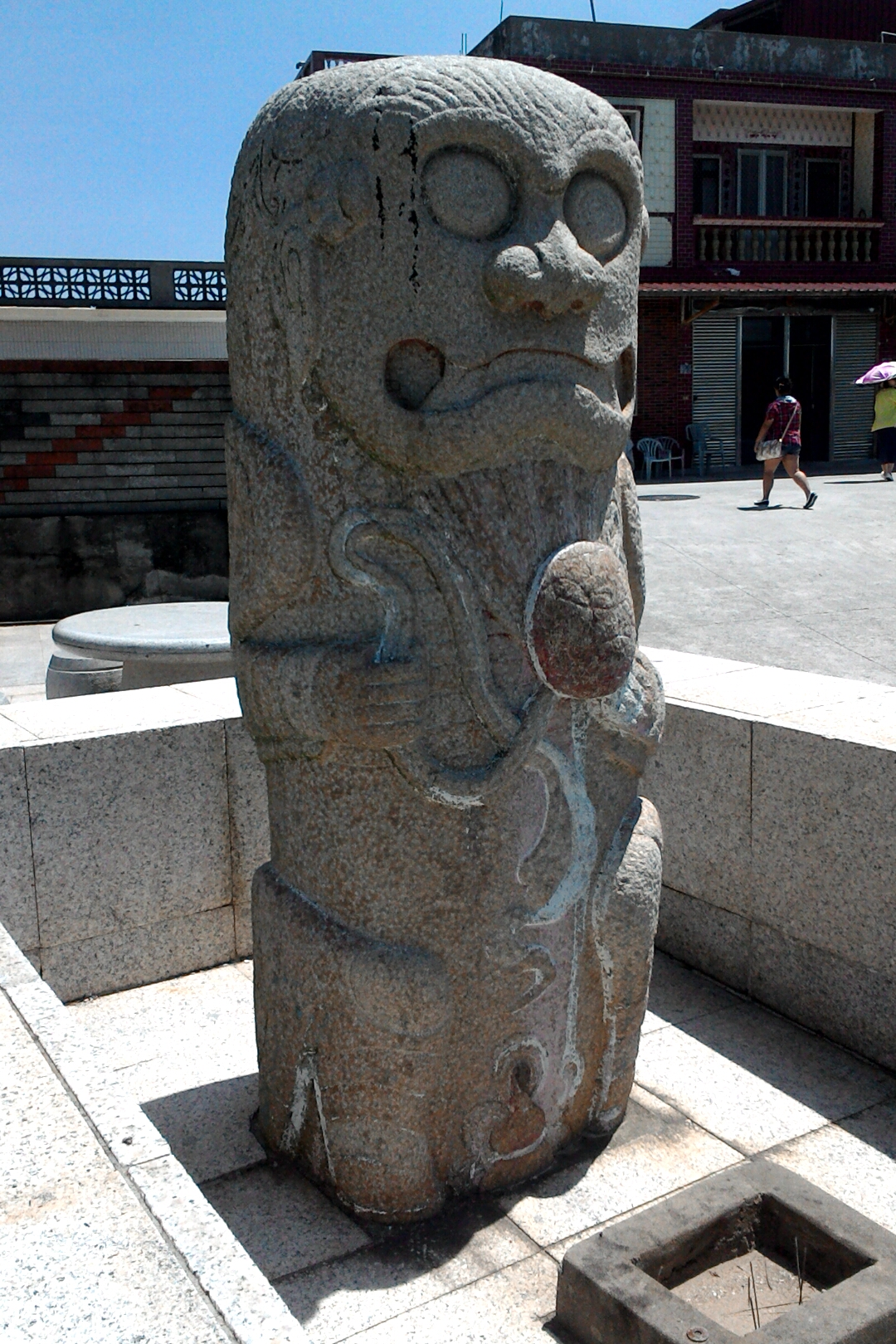
金湖鎮成功風獅爺

由於東北季風旺盛，金門的居民自清朝時期，就開始設立鎮風的辟邪物來鎮風驅邪，而在金門最多的鎮風辟邪物就是風獅爺。
風獅爺又稱「風獅」、「石獅爺」、「石獅公」。它們常常矗立在聚落中的村口、嵌入宗祠的牆壁中，或者是隱藏在廟宇的某個角落，甚至已經被人們遺忘的安置於民宅建材堆裡。由於不同年代的造型、材質、塑造工藝技巧，再加上民間不同的習俗傳說，增添了神秘的人文色彩。找尋金門的風獅爺，也探索出金門豐富的人文風貌。

## 數位金門
「金門國家公園數位典藏專題網站」 （页面存档备份，存于）為金門國家公園管理處於2009年所籌辦，內容收錄了金門國家公園開拓的人文史蹟，即其生態風景和自然資源等介紹，並擁有線上互動學習的功能。